# Aphodius rufolaterus
Aphodius rufolaterus là một loài bọ cánh cứng trong họ Scarabaeidae. Loài này được Motschulsky miêu tả khoa học năm 1863.